# Grauvaque

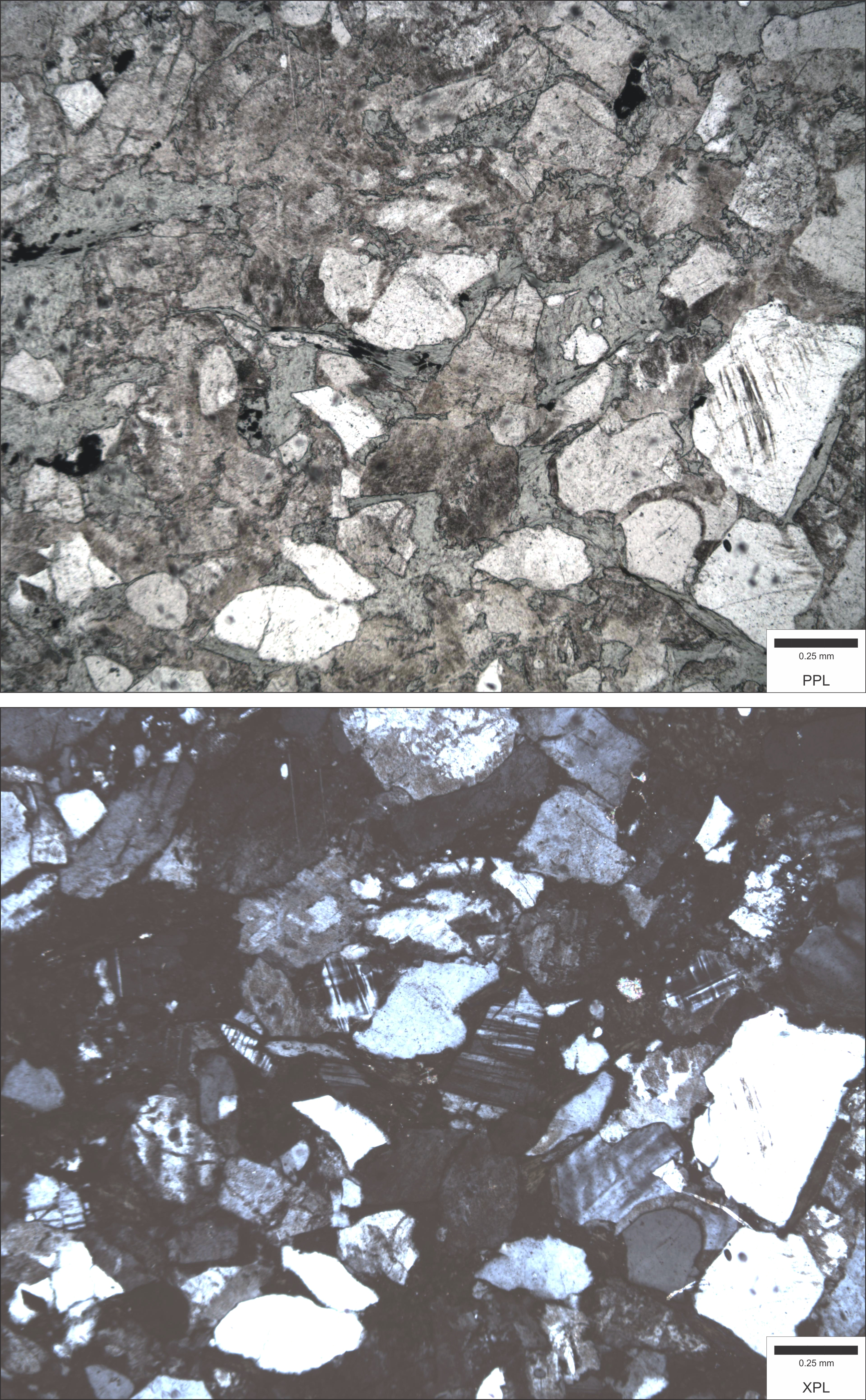

Grauvaque ou grauvaca, é uma rocha de origem sedimentar detrítica ou arenítica, formada por fragmentos de outras rochas, como quartzos, feldspato e micas, e por cimento natural, que pode ser siliculoso, silicoargiloso ou calcário, ao qual estes estão presos.
É considerada uma rocha clástica por ser formada em grandes movimentos de compressão, tais como deslocamentos glaciares ou tectónicos. A sua forma é parecida com a brecha que tem formação vulcânica e o conglomerado formado em aluviões. É muito siliculosa , sendo por isso ácida.
Quando metamorfoseada pode originar metagrauvaque.

## Etimologia
O substantivo grauvaque provém do étimo germânico «grauwacke», usado para aludir ao psamito ou ao grés , resultando da aglutinação dos étimos «graw» que significa «cinzento» e «wacke» que significa «rochedo; fraga».

## História
O nome «grauvaque» foi aduzido à nomenclatura litológica, em 1789, por Lasius, num estudo sobre os estratos carboníferos do período Devoniano, encontrados nas montanhas de Hartz, na Alemanha. 